# Satellite Award/Film/Bestes Szenenbild
Mit dem Satellite Award Bestes Szenenbild wird eine herausragende Gestaltung der Kulissen eines Films geehrt.
| Statistik (bis einschließlich Satellite Awards 2022) |                                                      |
| Am häufigsten honorierter Szenenbildner              | Catherine Martin (vier Siege)                        |
| Am häufigsten nominierter Szenenbildner              | Dante Ferretti (sechs Nominierungen, davon ein Sieg) |
| Am häufigsten nominierter Szenenbildner ohne Sieg    | Nathan Crowley (vier Nominierungen)                  |

Es wird immer jeweils das Szenenbild eines Films des Vorjahres ausgezeichnet.

## Nominierungen und Gewinner

### 1996–1999
| Jahr | Preisträger                                                               | Film                               | Nominierungen |
| 1996 | Catherine Martin                                                          | William Shakespeares Romeo + Julia | Stuart Craig für Der englische Patient Brian Morris für Evita Tim Harvey für Hamlet Janet Patterson für Portrait of a Lady |
| 1997 | Peter Lamont                                                              | Titanic                            | Rick Carter für Amistad Jan Roelfs für Gattaca Jeannine Oppewall für L.A. Confidential John F. Beard für Wings of the Dove – Die Flügel der Taube |
| 1998 | Dennis Gassner                                                            | Die Truman Show                    | Kristi Zea für Menschenkind John Myhre für Elizabeth Jeannine Oppewall für Pleasantville – Zu schön, um wahr zu sein Martin Childs für Shakespeare in Love |
| 1999 | Ken Court, John Dexter, Rick Heinrichs, Andy Nicholson und Leslie Tomkins | Sleepy Hollow                      | Luciana Arrighi, Lek Chaiyan Chunsuttiwat, John Ralph und Paul Ghirardani für Anna und der König Michael Howells und Katie Lee für Ein perfekter Ehemann Weihua Ji und Juhua Tu für Der Kaiser und sein Attentäter Francesco Frigeri und Bruno Cesari für Die Legende vom Ozeanpianisten Dante Ferretti für Titus |

### 2000–2009
| Jahr | Preisträger                                                  | Film                                        | Nominierungen |
| 2000 | Don Taylor                                                   | Haus Bellomont                              | Tim Yip für Tiger and Dragon Keith Pain für Gladiator Michael Corenblith für Der Grinch Keith P. Cunningham für Traffic – Macht des Kartells |
| 2001 | Ian Gracie, Catherine Martin und Annie Beauchamp             | Moulin Rouge                                | Stephen Altman und Anna Pinnock für Gosford Park Stuart Craig für Harry Potter und der Stein der Weisen Grant Major und Dan Hennah für Der Herr der Ringe: Die Gefährten Benjamín Fernández, Emilio Ardura und Elli Griff für The Others |
| 2002 | Dante Ferretti                                               | Gangs of New York                           | Sarah Knowles für Catch Me If You Can Luc Chalon und Oshin Yeghiazariantz für CQ Felipe Fernández del Paso und Hania Robledo für Frida Richard L. Johnson und Dennis Gassner für Road to Perdition |
| 2003 | Grant Major, Dan Hennah und Alan Lee                         | Der Herr der Ringe: Die Rückkehr des Königs | Yohei Taneda, David Wasco und Sandy Reynolds-Wasco für Kill Bill – Volume 1 Lilly Kilvert und Gretchen Rau für Last Samurai William Sandell und Robert Gould für Master & Commander – Bis ans Ende der Welt Jeannine Oppewall und Leslie A. Pope für Seabiscuit – Mit dem Willen zum Erfolg Grant Major und Grace Mok für Whale Rider                                   |
| 2004 | Eve Stewart, John Bush und John Hill                         | De-Lovely – Die Cole Porter Story           | Dante Ferretti und Francesca Lo Schiavo für Aviator Zhong Han für House of Flying Daggers Anthony Pratt und Celia Bobak für Das Phantom der Oper Kevin Conran, Kirsten Conran und Pier Luigi Basile für Sky Captain and the World of Tomorrow Maria Djurkovic und Tatiana Macdonald für Vanity Fair – Jahrmarkt der Eitelkeit                                           |
| 2005 | Jim Bissell                                                  | Good Night, and Good Luck.                  | Jeanette Scott und David Hack für Sin City John Myhre für Die Geisha Arthur Max für Königreich der Himmel Gavin Bocquet und Richard Roberts für Star Wars: Episode III – Die Rache der Sith Luigi Marchione und Vlad Vieru für Modigliani |
| 2006 | Henry Bumstead, Jack G. Taylor Jr. und Richard C. Goddard    | Flags of Our Fathers                        | John Myhre, Tomas Voth und Nancy Haigh für Dreamgirls Eugenio Caballero für Pans Labyrinth K. K. Barrett für Marie Antoinette Owen Paterson, Marco Bittner Rosser, Sarah Horton, Sebastian T. Krawinkel und Stephan O. Gessler für V wie Vendetta |
| 2007 | Guy Hendrix Dyas und David Allday                            | Elizabeth – Das goldene Königreich          | Patricia Norris, Martin Gendron und Troy Sizemore für Die Ermordung des Jesse James durch den Feigling Robert Ford Dennis Davenport und David Gropman für Hairspray Mark Tildesley, Gary Freeman, Stephen Morahan und Denis Schnegg für Sunshine David Allday, Matthew Gray und Charles Wood für Amazing Grace Mark Friedberg und Peter Rogness für Across the Universe |
| 2008 | Catherine Martin, Ian Gracie, Karen Murphy und Beverley Dunn | Australia                                   | Alice Normington für Wiedersehen mit Brideshead Jon Billington und Martin Laing für City of Ember – Flucht aus der Dunkelheit Donald Graham Burt und Tom Reta für Der seltsame Fall des Benjamin Button Karen Wakefield und Michael Carlin für Die Herzogin Kristi Zea und Debra Schutt für Zeiten des Aufruhrs                                                         |
| 2009 | Ian Phillips und Dan Bishop                                  | A Single Man                                | Barry Chusid und Elizabeth Wilcox für 2012 Tim Yip und Eddy Wong für Red Cliff Nathan Crowley, Patrick Lumb und William Ladd Skinner für Public Enemies Terry Gilliam, David Warren und Anastasia Masaro für Das Kabinett des Doktor Parnassus Chris Kennedy für The Road                                                                                               |

### 2010–2019
| Jahr | Preisträger                                                   | Film                                      | Nominierungen |
| 2010 | Guy Hendrix Dyas, Luke Freeborn, Brad Ricker und Dean Wolcott | Inception                                 | Dante Ferretti, Max Biscoe, Robert Guerra und Christina Ann Wilson für Shutter Island David Stein und Thérèse DePrez für Black Swan Philippe Cord'homme, Kathy Lebrun und Marie-Hélène Sulmoni für Coco Chanel & Igor Stravinsky Francesca Balestra Di Mottola für I Am Love Nigel Churcher und Marcus Rowland für Scott Pilgrim gegen den Rest der Welt Robert Stromberg und Stefan Dechant für Alice im Wunderland |
| 2011 | Laurence Bennett und Gregory S. Hooper                        | The Artist                                | Sebastian T. Krawinkel und Stephan O. Gessler für Anonymus Jirí Trier und Elena Zhukova für Faust Dante Ferretti und Francesca Lo Schiavo für Hugo Cabret Isabel Branco für Die Geheimnisse von Lissabon Jack Fisk für Wasser für die Elefanten |
| 2012 | Rick Carter, Curt Beech, David Crank und Leslie McDonald      | Lincoln                                   | Sarah Greenwood, Niall Moroney, Thomas Brown, Nick Gottschalk und Tom Still für Anna Karenina James Hambidge, Kevin Kavanaugh, Naaman Marshall und Nathan Crowley für The Dark Knight Rises Anna Lynch-Robinson und Eve Stewart für Les Misérables David Crank und Jack Fisk für The Master Niels Sejer für Die Königin und der Leibarzt                                                                             |
| 2013 | Beverley Dunn und Catherine Martin                            | Der große Gatsby                          | Diane Lederman und Tim Galvin für Der Butler Maria Djurkovic und Tatiana Macdonald für The Invisible Woman Nancy Haigh und Robert Stromberg für Die fantastische Welt von Oz Mark Digby und Patrick Rolfe für Rush – Alles für den Sieg Lauren E. Polizzi und Michael Corenblith für Saving Mr. Banks |
| 2014 | Adam Stockhausen, Anna Pinnock und Stephan O. Gessler         | Grand Budapest Hotel                      | George DeTitta Jr., Kevin Thompson und Stephen H. Carter für Birdman oder (Die unverhoffte Macht der Ahnungslosigkeit) Andrew Menzies und Peter Russell für Herz aus Stahl Maria Djurkovic und Nick Dent für The Imitation Game – Ein streng geheimes Leben Dylan Cole, Frank Walsh und Gary Freeman für Maleficent – Die dunkle Fee Debra Schutt und Mark Friedberg für Noah                                        |
| 2015 | Adam Stockhausen                                              | Bridge of Spies – Der Unterhändler        | Dante Ferretti für Cinderella Eve Stewart für The Danish Girl Fiona Crombie für Macbeth Colin Gibson für Mad Max: Fury Road Dennis Gassner für James Bond 007: Spectre |
| 2016 | David Wasco                                                   | La La Land                                | Dan Hennah für Alice im Wunderland: Hinter den Spiegeln Gary Freeman für Allied – Vertraute Fremde Barry Robinson für Hacksaw Ridge – Die Entscheidung Jean Rabasse für Jackie: Die First Lady Christophe Glass für The Jungle Book |
| 2017 | Paul Denham Austerberry                                       | Shape of Water – Das Flüstern des Wassers | Dennis Gassner für Blade Runner 2049 Stefania Cella für Downsizing Nathan Crowley für Dunkirk Rusty Smith für Get Out Mark Tildesley für Der seidene Faden |
| 2018 | John Myhre                                                    | Mary Poppins’ Rückkehr                    | Nathan Crowley für Aufbruch zum Mond Hannah Beachler für Black Panther Fiona Crombie für The Favourite – Intrigen und Irrsinn Stuart Craig für Phantastische Tierwesen: Grindelwalds Verbrechen Eugenio Caballero für Roma |
| 2019 | Michael Ahern und Beth Mickle                                 | Motherless Brooklyn                       | Dennis Gassner und Lee Sandales für 1917 François Audouy und Peter Lando für Le Mans 66 – Gegen jede Chance Laura Ballinger und Mark Friedberg für Joker Nancy Haigh und Barbara Ling für Once Upon a Time in Hollywood Saverio Sammali und Mark Tildesley für Die zwei Päpste |

### Ab 2020
| Jahr | Preisträger                                                   | Film                         | Nominierungen |
| 2020 | Donald Graham Burt, Chris Craine, Jan Pascale und Dan Webster | Mank                         | James D. Bissell und John Bush für The Midnight Sky Anne Kuljian und Grant Major für Mulan Page Buckner, Barry Robinson und Mark Zuelzke für One Night in Miami Cristina Casali und Charlotte Watts für David Copperfield – Einmal Reichtum und zurück Jamie Walker McCall und Gene Serdena für The Prom |
| 2021 | Stefan Dechant                                                | Macbeth                      | Jim Clay und Claire Nia Richards für Belfast Richard Roberts, Zsuzsanna Sipos und Patrice Vermette für Dune Rena DeAngelo und Adam Stockhausen für The French Dispatch Grant Major und Amber Richards für The Power of the Dog Guy Hendrix Dyas und Yesim Zolan für Spencer                              |
| 2022 | Anthony Carlino und Florencia Martin                          | Babylon – Rausch der Ekstase | Dylan Cole und Ben Procter für Avatar: The Way of Water Catherine Martin und Karen Murphy für Elvis Rick Carter für Die Fabelmans Juliana Barreto für A Love Song Sabu Cyril für RRR |
| 2023 | Sarah Greenwood und Katie Spencer                             | Barbie                       | Maria Djurkovic und Sophie Phillips für Ferrari Jack Fisk und Adam Willis für Killers of the Flower Moon Kevin Thompson und Rena DeAngelo für Maestro Arthur Max für Napoleon Ruth De Jong und Claire Kaufman für Oppenheimer                                                                            |
| 2024 | Arthur Max und Elli Griff                                     | Gladiator II                 | Judy Becker, Patricia Cuccia und Mercédesz Nagyváradi für Der Brutalist Patrice Vermette und Shane Vieau für Dune: Part Two Juliana Barreto für Konklave Craig Lathrop und Beatrice Brentnerová für Nosferatu – Der Untote Nathan Crowley und Lee Sandales für Wicked                                    |